# لوپاتکونگ، نیوجرسی
لوپاتکونگ (به انگلیسی: Lopatcong Township) شهری در ایالت نیوجرسی کشور ایالات متحده آمریکا است که جمعیت آن در سرشماری سال ۲۰۱۰ میلادی، ۸٬۰۱۴ نفر بوده‌است.